# あかね雲 (映画)
『あかね雲』（あかねぐも）は、1967年に公開された篠田正浩監督の日本映画。主演は岩下志麻。原作は水上勉の同名小説。

## キャスト
以下の出演者名と役名は特に記載がない限りKINENOTEに従った。
- 二木まつの - 岩下志麻
- 小杉稲介 - 山﨑努
- 猪股久八郎 - 佐藤慶
- 律子 - 小川真由美
- 鴨下刑事 - 野々村潔
- 久能川市次 - 花柳喜章
- 二木 - 信欣三
- 二木 - 赤木蘭子
- 二木勇 - 河原崎長一郎
- 里見チカ - 宝生あやこ
- 清川誠 - 織田順吉
- 繁子 - 日高澄子
- 薄田レイ子[2]
- 宮本信子[2]
- 宗府徹[2]
- 入江慎也[2]
- 新保千恵子[2]
- 下川清子[2]
- 両川孝幸[2]
- 堀川保子[2]
- 坂井幸恵[2]
- 吉島逸夫[2]
- 宮腰勉[2]
- 朝永桐子[2]

## スタッフ
以下のスタッフ名はKINENOTEに従った。
- 原作 - 水上勉『あかね雲』
- 監督 - 篠田正浩
- 脚色 - 鈴木尚之
- 製作 - 中島正幸
- 撮影 - 小杉正雄
- 美術 - 戸田重昌
- 音楽 - 武満徹
- 録音 - 西崎英雄
- 照明 - 中村明
- 編集 - 杉原よ志

## 受賞歴
- 1967年度 第41回キネマ旬報[3][4]
  - 主演女優賞 岩下志麻（『智恵子抄』『あかね雲』『女の一生』）
  - 日本映画ベスト・テン8位 『あかね雲』（篠田正浩監督）
- 1967年 第22回毎日映画コンクール[3][5]
  - 女優主演賞 岩下志麻『智恵子抄』『あかね雲』